# Chondrostereum purpureum
Espèce
Synonymes
- Auricularia persistens
- Corticium nyssae
- Phylacteria micheneri
- Stereum ardoisiacum
- Stereum argentinum
- Stereum atrozonatum
- Stereum lilacinum var. vorticosum
- Stereum micheneri
- Stereum nipponicum
- Stereum pergameneum
- Stereum purpureum
- Stereum rugosiusculum
- Stereum vorticosum
- Terana nyssae
- Thelephora purpurea

Chondrostereum purpureum est une espèce de champignons basidiomycètes de la famille des Meruliaceae.
C'est un champignon phytopathogène responsable de la maladie du plomb parasitaire, ou plomb des arbres fruitiers, maladie fongique des arbres qui affecte la plupart des espèces de la famille des Rosacées, en particulier du genre Prunus.
La maladie est progressive et souvent fatale. Son nom est tiré de l’aspect terne, plombé, que prennent progressivement les feuilles sur les branches infectées. Les spores transportées par le vent contaminent l'arbre au niveau de l’aubier fraîchement exposé. Pour cette raison, les cerisiers et les pruniers sont taillés en été, lorsque les spores sont moins susceptibles d’être présentes et lorsque la maladie est visible. La maladie peut également survenir sur les pommiers et les poiriers. Les pruniers sont particulièrement vulnérables.

## Taxinomie
Dans le passé, le nom Stereum purpureum Pers. était largement utilisé pour ce champignon, mais d’après la taxonomie moderne, il n'a qu'un lointain rapport avec le genre Stereum, il appartient en fait à l’ordre des Polyporales alors que Stereum appartient à l’ordre des Russulales, à la famille des Stereaceae.

## Caractéristiques
Apparaissant d'abord comme une simple croûte sur le bois, le sporophore se développe en formant des demi-cercles plissés d’environ 3 cm de large, ayant une texture caoutchouteuse dure. Les bords et les surfaces inférieures fertiles présentent une couleur violette assez vive lorsque le champignon se développe. Les surfaces supérieures ont un aspect gris (parfois avec une zonation) et sont couvertes de poils blanchâtres. Après une semaine ou deux, la fructification se dessèche, devient cassante, et devient brun terne ou beige,,. Le bois infecté peut être reconnu à sa teinte plus foncée.
On le trouve souvent sur de vieilles souches ou du bois mort, mais il peut aussi être un parasite sévère des arbres vivants. En plus des pruniers, il attaque de nombreuses espèces de feuillus (d'autres Prunus, le pommier, le poirier, le saule, le peuplier, l’érable, le charme, le platane, le chêne, l’orme, le lilas, et bien d’autres). Occasionnellement, il peut aussi infecter des conifères (le sapin, l’épicéa, le thuya…).

## Distribution
Géographiquement, son aire de répartition est à peu près aussi étendue que celle de ses hôtes ; il est commun dans les bois, les vergers et les plantations des climats tempérés.

## Un agent de lutte biologique
En Amérique du Nord, C. purpureum est disponible comme moyen de lutte contre les arbres indésirables tels que le nerprun cathartique, le nerprun bourdaine, l’aulne rouge, le tremble et d’autres espèces ,.
Le champignon est appliqué directement sur les arbres indésirables dans une pâte nutritive qui peut être stockée et manipulée facilement. Selon un rapport de l’Agence de lutte antiparasitaire du Canada, l’utilisation de cette méthode de contrôle n'aurait qu'un impact limité sur les arbres non ciblés puisque les spores fongiques sont de toute façon omniprésentes et que les arbres sains sont résistants à l’attaque.

## Effets sur l’humain
Un premier cas de transmission d’une maladie cryptogamique à un humain depuis une plante a été décrit en 2023,.